# Adam Faith
Terence Nelhams-Wright, conhecido profissionalmente como Adam Faith (23 de junho de 1940 — 8 de março de 2003) foi um cantor, ator e jornalista britânico. Ídolo adolescente transformado em analista financeiro, Faith foi um dos músicos que mais obteve colocações nas paradas musicais da década de 1960, sendo o primeiro artista britânico a emplacar seus primeiros cinco hits no Top 5 e um dos primeiros a gravar composições originais regularmente.
Morreu de um ataque cardíaco em 2003.

## Discografia

### Singles
- 1958 "(Got A) Heartsick Feeling"
- 1958 "Country Music Holiday"
- 1959 "Ah, Poor Little Baby!"
- 1959 "What Do You Want?"
- 1960 "Poor Me"
- 1960 "Someone Else's Baby"
- 1960 "When Johnny Comes Marching Home" / "Made You"
- 1960 "How About That!"
- 1960 "Lonely Pup (In a Christmas Shop)"
- 1961 "Who Am I!" / "This is It!"
- 1961 "Easy Going Me"
- 1961 "Don't You Know It?"
- 1961 "The Time Has Come"
- 1962 "Lonesome"
- 1962 "As You Like It"
- 1962 "Don't That Beat All"
- 1962 "Baby Take a Bow"
- 1963 "What Now"
- 1963 "Walkin' Tall"
- 1963 "The First Time"
- 1963 "We Are in Love"
- 1964 "If He Tells You"
- 1964 "I Love Being in Love with You"
- 1964 "Only One Such as You"
- 1964 "A Message to Martha (Kentucky Bluebird)"
- 1965 "Stop Feeling Sorry For Yourself"
- 1965 "Hand Me Down Things"
- 1965 "Someone's Taken Maria Away"
- 1965 "I Don't Need that Kind of Lovin'"
- 1966 "Idle Gossip"
- 1966 "To Make a Big Man Cry"
- 1966 "Cheryl's Goin' Home"
- 1967 "What More Can Anyone Do?"
- 1967 "Cowman, Milk Your Cow"
- 1967 "To Hell With Love"
- 1968 "You Make My Life Worth While"
- 1974 "I Survive"
- 1974 "Maybe"
- 1974 "I Believe in Love"
- 1975 "Strung Out Again"/ "Steppin' Stone"
- 1976 "Vindictive Attack"
- 1978 "What Do You Want?" / "Poor Me"
- 1983 "What Do You Want?" / "How About That!"
- 1993 "Stuck in the Middle"

### Álbuns
- Adam (Parlophone) (1960)
- Beat Girl (Trilha-sonora) (Columbia) (1961)
- Adam Faith (Parlophone) (1962)
- From Adam with Love
- For You - Love Adam
- On the Move
- Faith Alive (Parlophone) (1965)
- I Survived
- Midnight Postcards (PolyGram) (1993)

### Coletâneas
- The Best of Adam Faith (Starline) (1966)
- The Best of Adam Faith (MFP) (1971)
- 24 Golden Greats (Warwick Records) (1981)
- Not Just A Memory (Amy Records) (1983)
- The Best of Adam Faith (re-issue) (MFP) (1985)
- The Best of Adam Faith (second re-issue) (MFP) (1989)
- The Singles Collection (Greatest Hits) (1990)
- The Best of EMI Years (1994)
- The Very Best of Adam Faith (MFP/EMI) (1997)
- Greatest Hits (EMI Gold) (1998)
- The Very Best of Adam Faith (EMI) (2005)
- All The Hits (EMI Gold) (2009)